# Anthaxia simonae
Anthaxia simonae es una especie de escarabajo del género Anthaxia, familia Buprestidae. Fue descrita científicamente por Verdugo, Niehuis & Gómez de Dios en 2017.

## Distribución
Se distribuye por Europa: España.